# Furious Speed - Curve pericolose
Furious Speed - Curve pericolose (Combustión) è un film del 2013 diretto da Daniel Calparsoro. Protagonisti del film sono Adriana Ugarte, Álex González, Alberto Ammann e María Castro.
Il film fu presentato al Festival di Malaga e uscì nelle sale spagnole il 26 aprile 2013.

## Trama[3]
Durante il ricevimento in cui è previsto l'annuncio del suo imminente matrimonio con Julia, una ricca ereditiera, Mikel conosce Ari, una delle ragazze del catering, e tra i due nasce un'immediata attrazione. Non sa però che il proposito di Ari, che fa parte di una banda di rapinatori, è proprio di sedurlo per consentire poi ai suoi compari di derubare Julia. Mikel, sempre più affascinato da Ari, anche quando intuisce che la ragazza nasconde qualcosa di losco, si lascia trascinare in un giro di corse automobilistiche clandestine rischiando tutto quello che ha per lei.

## Produzione e backstage
Attori quali Mario Casas, Miguel Ángel Silvestre e Blanca Suárez, inizialmente interpellati per recitare nei ruoli dei protagonisti, rifiutarono di prendere parte al film in quanto il copione prevedeva la presenza di scene di nudo integrale e sesso esplicito.

## Premi e riconoscimenti
- Nomination come miglior film ai Neox Fan Awards 2013[6]
- Nomination come miglior attrice a María Castro ai Neox Fan Awards 2013[6][7]